# Michael J. Tyler
Michael James Tyler AO (* 27. März 1937 in Surbiton, Surrey, England; † 26. März 2020 in Adelaide, South Australia), auch als Mike Tyler bekannt, war ein australischer Herpetologe britischer Herkunft. Er galt als einer der führenden Experten für die australische Froschlurchfauna und erhielt daher den Spitznamen The Frogman.

## Leben
Tyler entwickelte schon früh ein Interesse an der Herpetologie. Während er als Freiwilliger im British Museum of Natural History arbeitete, erhielt er den Rat, nach Australien und Papua-Neuguinea zu gehen, wenn er Grundlagenforschung über Amphibien betreiben wollte. Von 1958 bis 1959 trampte er per Anhalter nach Australien.
1961 kam er als Labortechniker an die University of Adelaide, wo er in Teilzeit studierte und forschte, und 1971 zum Laborleiter der Abteilung für Humanphysiologie und Pharmakologie befördert wurde. Im Jahr 1974 schloss er sein Studium mit einem Master of Science ab und erhielt 1975 eine Dozentenstelle in der Abteilung für Zoologie. Er wurde 1979 zum Senior Lecturer befördert und 1984 zum außerordentlichen Professor für Zoologie ernannt. Im Jahr 2002 wurde ihm der Doktorgrad (DSc) verliehen und er erhielt ein Gastforschungsstipendium.
Tylers Forschungen über Amphibien sowohl in Australien als auch in Übersee waren kontinuierlich und umfangreich. Er wurde zahlreichen Organisationen unterstützt, darunter dem South Australian Museum (1965 erhielt er dort sein erstes Auslandsstipendium), der Mark Mitchell Foundation, Rotary International, der Zeitschrift Australian Geographic, den Hamilton Laboratories, der Australian National University, den Mount Isa Mines und dem WWF. Abgesehen von Arbeiten über Habitate, Verhalten, Identifizierung und Taxonomie, zu denen auch die Erstbeschreibung neuer Arten gehörte, erforschte er neuartige Chemikalien sowie pharmazeutische und industrielle Anwendungen wie z. B. Medikamente für den Flüssigkeitsausgleich, Sonnenschutzmittel und Klebstoffe. Er hat Froschpopulationen als Indikator für die Umweltgesundheit aquatischer Systeme und Froschmutationen als Indikator für die Verschmutzung untersucht. Er ist einer von vielen, die sich mit dem Schädlingsproblem der Aga-Kröte (früher Bufo marinus, jetzt Rhinella marina) in Australien befasst haben.
Tyler war führend in der Erforschung des weltweiten Phänomens des Verschwindens von Fröschen, sogar ganzer Arten, insbesondere in Australien der beiden Arten der Magenbrüterfrösche (Rheobatrachus vitellinus und Rheobatrachus silus), die kurz nach ihrer Entdeckung für ausgestorben erklärt wurden. Er war führend in der Erforschung der fossilen Froschaufzeichnungen Australiens.
Tyler hat sich öffentlich für Frösche als Haustiere, als Quelle potenziell nützlicher Substanzen und als Indikator für die Umweltqualität eingesetzt und argumentierte, dass eine für den Menschen nützliche Art notwendigerweise geschützt werden muss. Er war an einer Vielzahl von Naturdokumentationen beteiligt, insbesondere an Nature of Australia (1988), der ABC Natural History Unit in Zusammenarbeit mit der BBC und dem WNET, die im Rahmen ihrer Serie Nature ausgestrahlt wurde, und der Serie Das Leben auf unserer Erde von David Attenborough (1979).
Er war langjähriges Vorstandsmitglied im South Australian Museum und von 1982 bis 1992 dessen Vorsitzender. Er war Präsident der Royal Zoological Society of South Australia und war von 1985 bis 1986 Präsident der Royal Society of South Australia.

## Mitgliedschaften, Auszeichnungen und Dedikationsnamen
1980 wurde Tyler mit der Verco Medal der Royal Society of South Australia ausgezeichnet. Im selben Jahr erhielt er die Australische Medaille für Naturgeschichte des Field Naturalists Club of Victoria. 1988 wurde er zum Mitglied des Australian Institute of Biology gewählt. 1993 wurde er zum Bürger des Jahres der City of Adelaide gewählt. 1995 wurde er für seine zoologischen Verdienste, insbesondere auf dem Gebiet der Erforschung und des Naturschutzes australischer Amphibien zum Officer des Order of Australia ernannt. 1997 gewann er den Michael Daley Eureka Prize für wissenschaftliche Kommunikation. 1998 wurde er zum Fellow der American Association for the Advancement of Science gewählt. Im selben Jahr erhielt er die Riversleigh Medal der Riversleigh Society für seine Beiträge zur australischen Paläontologie. 2005 gewann er den Ig-Nobelpreis für die Untersuchung der Gerüche von 131 verschiedenen Froscharten unter Stress.
Nach Tyler sind die Froschlurchgattung Tylerana (heute ein Synonym für Hylarana) sowie die Arten Litoria tyleri, Uperoleia tyleri, Capiula tyleri und Litoria michaeltyleri benannt.

## Schriften (Auswahl)
Tyler veröffentlichte etwa 420 wissenschaftliche Werke. Zu seinen Büchern zählen u. a.:
- Frogs of South Australia. South Australian Museum, Adelaide 1966.
- mit C. R. Twidale und B. P. Webb (Hrsg.): Natural History of the Adelaide Region. Royal Society of South Australia, Adelaide 1976.
- Frogs. William Collins, Sydney 1976.
- Frogs of South Australia. überarbeitete Auflage. South Australian Museum, Adelaide 1977.
- Amphibians of South Australia. 2. Auflage. Government Printer, Adelaide 1978.
- The status of Endangered Australasian Wildlife. Royal Zoological Society of South Australia, Adelaide 1979.
- Frogs. 2. Auflage. Collins, Sydney 1982.
- mit C. R. Twidale, J. K. Ling und J. W. Holmes (Hrsg.): Natural History of the South East. Royal Society of South Australia, Adelaide 1983.
- The Gastric Brooding Frog. Croom Helm, London 1983.
- Frogs as Pets. A Guide to Keeping the Australian Green Tree Frog (Litoria caerulea). Graphic Print Group, Adelaide 1996.
- There’s a frog in my throat stomach. Collins, Sydney 1984.
- mit L. A. Smith und R. Johnston: Frogs of Western Australia. Western Australian Museum, Perth 1984.
- mit C. R. Twidale, M. Davies und M. (Hrsg.): Natural History of Eyre Peninsula. Royal Society of South Australia, Adelaide 1985.
- Frog Index. National Photographic Index of Australian Wildlife. 2. Auflage. Australian Museum, Sydney 1985.
- mit M. Davies: Frogs of the Northern Territory. Conservation Commission of the Northern Territory, Alice Springs 1986.
- An introduction to frogs. Bookshelf, Melbourne 1987.
- Australian Frogs. Viking O’Neil, Melbourne 1989.
- mit C. R. Twidale, M. Davies und C. B. Wells (Hrsg.): Natural History of the North East Deserts. Royal Society of South Australia, Adelaide 1990.
- Australian Frog List. 3. Auflage. National Photographic Index of Australian Wildlife, Sydney 1991.
- Australian frogs. Australian National Parks and Wildlife Service, Canberra 1991.
- A natural history museum. Behind the scenes. Ashton Scholastic, Sydney 1992.
- Earthworms. Ashton Scholastic, Sydney 1992.
- Environmental legislation: an impediment to documentation of environmental components. Proceedings of Ecopolitics V., Sydney 1992.
- Encyclopedia of Australian Animals. Bd. 1: Frogs. Collins, Angus and Robertson, Sydney 1992, S. 1–109.
- Australian frogs. Australian Nature Conservation Agency, Canberra 1993.
- mit M. L. Hutchinson: Edgar R. Waite and The Reptiles and Amphibians of South Australia. Introduction to facsimile reprint. Society for the Study of Amphibia and Reptilia, Ohio, U.S.A 1993.
- Australian Frogs. A natural history. überarbeitete Auflage. Reed, Sydney 1994.
- mit L. A Smith, R. J. Johnstone: Frogs of Western Australia. 2. Auflage. Western Australian Museum, Perth 1994.
- mit L. A Smith und R. J. Johnstone: Frogs of Western Australia. 3., überarbeitete Auflage. Western Australian Museum, Perth 2000.
- mit M. Davies und C. R. Twidale: (Hrsg.) (2002): Natural History of Kangaroo Island. 2. Auflage. Royal Society of South Australia, Adelaide 2002.
- Yes It’s True! Frogs Are Cannibals. Allen and Unwin, Melbourne 2004.
- mit Y. Peng, V. Glattauer, L. D. Graham, P. R. Vaughan, J. F. White, J. A. Werkmeister und J. A. M. Ramshaw: An adhesive and elastic biomaterial from Australian frogs. Transactions of the 7th. World Materials Congress 2004.
- mit Frank Knight (Illustrator): Field Guide to the Frogs of Australia. CSIRO Publishing, Collingwood, Australia 2009.
- mit P. Doughty: Field Guide to Frogs of Western Australia. 4., überarbeitete Auflage. Western Australian Museum, Perth 2009.
- Frogs and Toads as Experimental Animals. überarbeitete Auflage. ANZCCART Fact Sheet A13 2009.
- mit Frank Knight (Illustrator): Field Guide to the Frogs of Australia. überarbeitete Auflage. CSIRO Publishing, Collingwood, Australia 2011.
- mit S. G. Wilson und A. Emmott: Frogs of the Lake Eyre Basin. Desert Channels Queensland. Longreach, Queensland 2011.
- mit S. J. Walker: Frogs of South Australia. Michael J. Tyler and Associates, Adelaide 2011.
- mit Frank Knight (Illustrator): Field Guide to the Frogs of Australia. 2. Auflage. CSIRO Publishing, Collingwood, Australia 2020.